# Nelson Goodman
Nelson Goodman (født 7. august 1906 i Somerville, Massachusetts, død 25. november 1998) var en amerikansk filosof.
Goodman ydede bidrag til en række filosofiske områder, for eksempel "konfirmationsteori", videnskabelig forklaring, teorier om sproglige systemer, genspejlingsteorier og induktiv logik,hvor han lagde navn til det såkaldte Goodman-paradoks, med hvilket hans udfordring eller spørgsmål var om vi kan skelne de situationer, hvor induktive slutninger er velegnede, fra de situationer hvor de ikke er. 
Goodmans filosofiske standpunkt var empiristisk, og han var påvirket af Rudolf Carnaps tidlige fænomenalisme. Han var influeret af nominalismen og anså at der ikke findes objektive, sproguberoende ligheder som givne træk ved virkeligheden.